# New Zealand Film Commission
La New Zealand Film Commission (NZFC) è un'agenzia governativa neozelandese istituita ai sensi del New Zealand Film Commission Act 1978.
Alcuni dei 300 lungometraggi che hanno ricevuto l'aiuto dell'agenzia sono Boy, Goodbye Pork Pie, Creature del cielo, Il Signore degli Anelli, Lo Hobbit, Avatar, La ragazza delle balene e Mr. Pip.

## Storia
La New Zealand Film Commission nasce con l'intento di far crescere l'industria cinematografica neozelandese, supportando e assistendo nella realizzazione, promozione, distribuzione i film realizzati in Nuova Zelanda.
Nel 2014 la New Zealand Film Commission ha lanciato un servizio di video on demand chiamato NZ Film On Demand. Nel 2019 l'agenzia ha ricevuto diverse critiche per aver finanziato il film di propaganda militarista cinese Wolf Warrior 2.

## Organizzazione
La New Zealand Film Commission è amministrata da un consiglio di sette membri, rappresentanti dell'industria cinematografica, nominati dal Ministro delle arti, della cultura e del patrimonio. Il consiglio si riunisce ogni due mesi per monitorare i progressi e stabilire le nuove politiche.
L'agenzia conta circa 46 dipendenti e ha sede a Wellington.